# Taeniospora gracilis
Taeniospora gracilis är en svampart. Taeniospora gracilis ingår i släktet Taeniospora och familjen Atheliaceae.

## Underarter
Arten delas in i följande underarter:
- enecta
- gracilis